# Andreas Everardus van Braam Houckgeest
Andreas Everardus van Braam Houckgeest (Werkhoven, 1 november 1739 - Amsterdam, 8 juli 1801) was een koopman in dienst van de VOC. Hij was van 1790 tot 1795 directeur van de factorij in Kanton, en ondernam in de winter van 1794/1795 samen met Isaac Titsingh een gezantschap namens de VOC naar het hof van de Mantsjoekeizer Qianlong in Peking.

## Kanton
De familie Van Braam heeft meerdere bestuurders en militairen voortgebracht. Andreas' oudere broers, Jacob Pieter en Willem, brachten het tot admiraal. Ook Andreas begon zijn loopbaan als adelborst bij de marine, de Admiraliteit van Amsterdam, maar nam in 1758 op 19-jarige leeftijd dienst bij de VOC. Hij werd toen derde carga (onderkoopman) in Kanton. Hier waren de Dertien Factorijen van westerse naties, naast elkaar gelegen aan de Parelrivier. Er mocht onder allerlei beperkingen handel gedreven worden in thee, porselein en zijde, in ruil voor goud en zilver. De kooplieden verbleven er alleen in het handelsseizoen, van oktober tot april. De overige zes maanden waren ze in Macau. Van Braam bleef er in totaal 5 jaar, met halverwege een verlofperiode in Nederland. Na afloop van zijn contract trouwde hij op de terugreis naar Amsterdam aan de Kaap de Goede Hoop met Catharina van Reede van Oudtshoorn, op 29 mei 1763. Haar vader was Pieter baron van Reede van Oudtshoorn, op dat moment fiscaal en vicegouverneur van de Kaap. Rond deze tijd voegde Van Braam ook de naam Houckgeest toe aan zijn achternaam, naar verluidt om deze naam (van zijn grootmoeder, die afstamde van de schilder Gerard Houckgeest) niet te laten uitsterven.

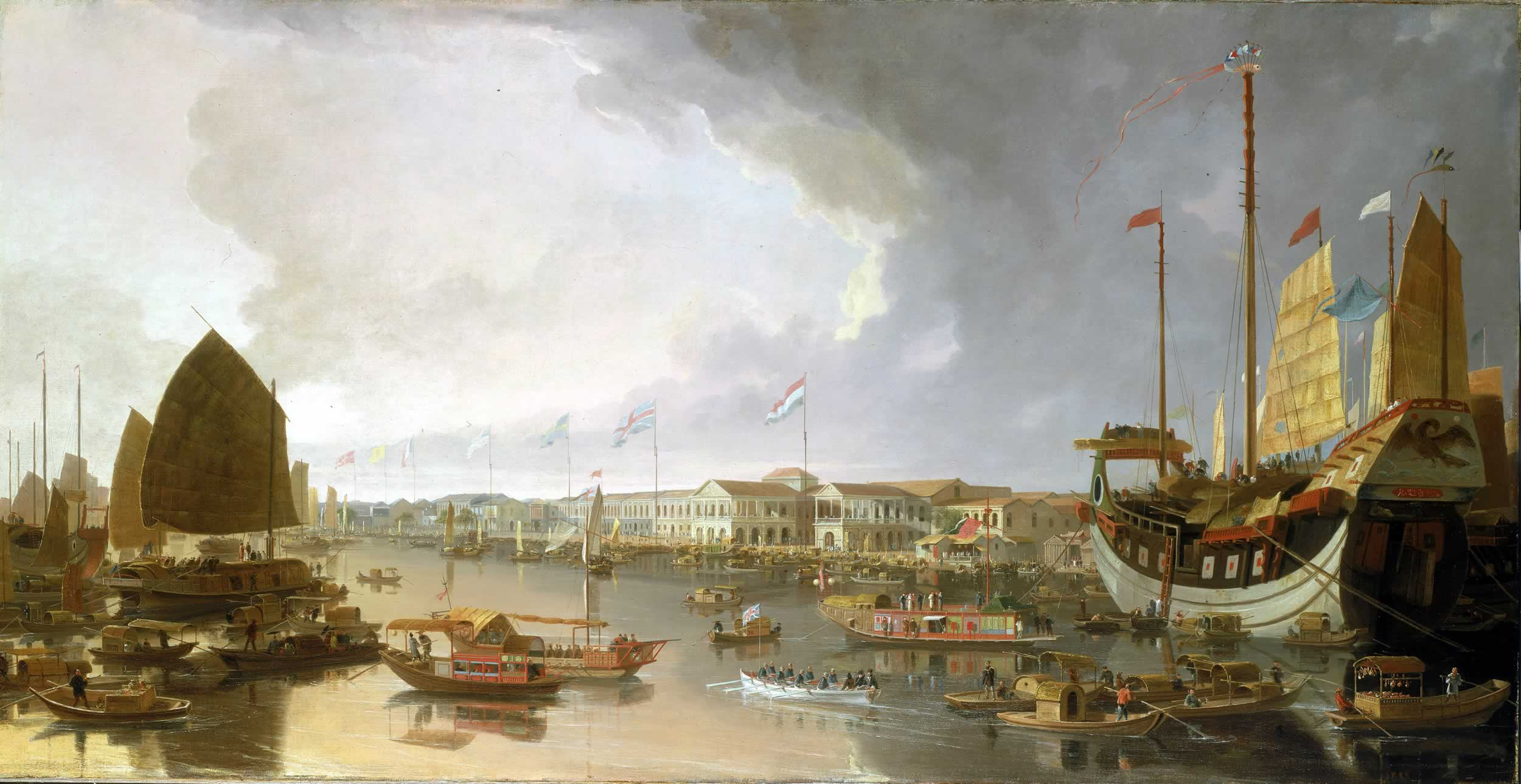
De Europese factorijen aan de Parelrivier in Kanton.

In 1765 vertrok Van Braam opnieuw naar Kanton, zonder zijn vrouw en zijn pas geboren dochter Everarda, omdat in Kanton geen Europese vrouwen werden toegelaten. Pas in juli 1773 was hij weer terug, maar met een aanzienlijk kapitaal, want in juli 1774 kocht hij een groot patriciërshuis in Zutphen, het 'Huize van de Kasteele'. Hier kreeg hij met Catharina nog een dochter en twee zoons.

## Naar Amerika
Van Braam was een enthousiast aanhanger van de Verlichtingsbeweging, en richtte in 1777 samen met Jan Floris Martinet en Robert Jasper van der Capellen de Oeconomische Tak van de Hollandsche Maatschappij van Wetenschappen op. In 1778 verkocht hij zijn huis, en kocht een ander op het landgoed De Haere in Doornspijk, waar hij een zuivelboerderij begon, en nog een dochter kreeg. Rond deze tijd kwam de patriottenbeweging op, die sympathiseerde met de Amerikaanse Revolutie. Vanwege hulp aan de Amerikanen raakte de Republiek in oorlog met Groot-Brittannië, wat rampzalig uitpakte voor de Republiek. De Verenigde Staten van Amerika werden echter in 1783 onafhankelijk. Van Braam verkocht toen zijn huis en emigreerde naar Charleston in South Carolina, om er een nieuw leven te beginnen. Hij werd er koopman en rijstplanter, en werd op 22 juni 1784 burger van de staat South Carolina. Toch eindigde de emigratie in een drama. In de herfst van dat jaar stierven zijn vier jongste kinderen in een difterie-epidemie, en later verloor hij een groot deel van zijn vermogen aan oplichters. Hij kreeg toen via zijn broer Pieter Jacob een aanbod om weer in dienst van de VOC te komen en in Kanton directeur van de handel op China te worden. In 1788 vertrok hij met zijn vrouw en een in 1785 geboren dochtertje naar Amsterdam. Zijn oudste dochter was in 1785 getrouwd met een Amerikaanse militair, Richard Brooke Roberts, en bleef in Charleston achter. Zijn vrouw en dochtertje bleven in Amsterdam. Begin 1790 arriveerde Van Braam met het schip Doggersbank in Batavia, en na een kort verblijf in Malakka was hij in juli weer in Kanton.

## Terug in Kanton

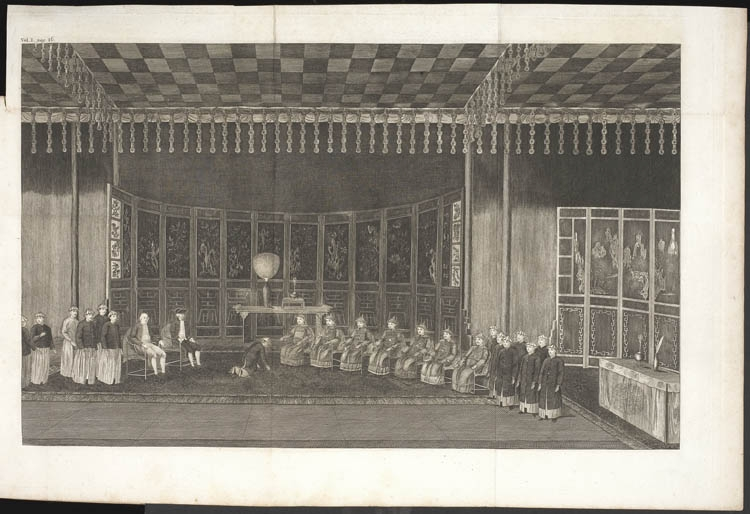
Op audiëntie bij Changlin in Kanton op 13 oktober 1794. Links, zittend op stoelen, Van Braam (zonder hoed) en Titsingh.

In Kanton hield Van Braam zich naast zijn werk voor de Compagnie ook intensief bezig met particuliere handel, gebruik makend van Amerikaanse schepen. Tussen 1792 en 1795 kocht hij zeker 7 Amerikaanse schepen om in China gekochte waren naar Europa en Amerika te vervoeren. Van Braam was in zijn jarenlang verblijf in Kanton een groot liefhebber geworden van Chinese kunst en cultuur. Helaas was het Europeanen verboden om in China te reizen. In de 17e eeuw waren er enkele VOC missies geweest, zoals die van 1655 waarover Joan Nieuhof een beroemd verslag had geschreven. In 1734 had de reiziger Samuel van de Putte vanuit Lhasa vermomd als een zieke mandarijn in een Tibetaanse karavaan de Verboden Stad bezocht. De meeste informatie over China was afkomstig van missionarissen van de jezuïeten. De eerste Britse missie, een grootscheepse ambassade van de Britse staat in 1793 onder leiding van graaf George Macartney was een mislukking. De Britten hadden geweigerd zich te houden aan de traditionele eregroet, de koutou, en wilden een permanente ambassade in Peking, enkele eilanden om pakhuizen te bouwen, en de openstelling van drie extra havens voor hun schepen. De Chinezen beschouwden dat als onbeleefd, en ondanks hun kostbare geschenken, waaronder een compleet planetarium en een heteluchtballon, werden ze zonder toezeggingen zo snel mogelijk weer het land uitgewerkt. Macartney kreeg een brief mee voor George III waarin deze werd gefeliciteerd met zijn 'welgemeende nederigheid en gehoorzaamheid', maar dat China geen behoefte had aan Europese producten.

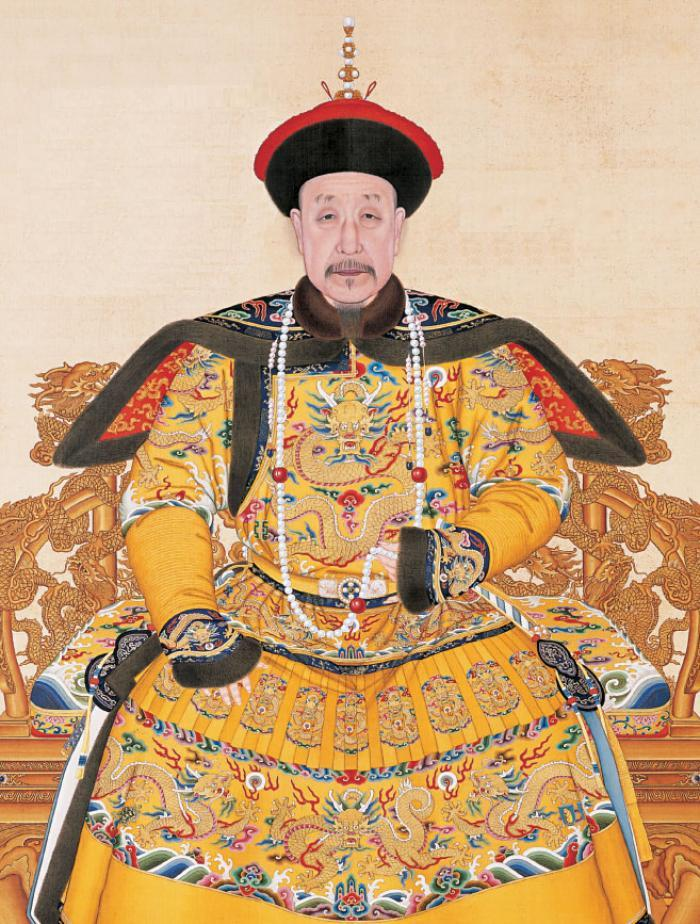
Keizer Qianlong.

Toen de Chinese onderkoning Changlin de Europese factorijen in Kanton vroeg om ambassades te sturen voor de nieuwjaarsviering in Peking en het feliciteren van keizer Qianlong met zijn 60-jarig jubileum, haalde Van Braam in april 1794 de Hoge Commissie in Batavia over om hier gehoor aan te geven, en de Britten de loef af te steken. Omdat men in Batavia Van Braam vanwege zijn particuliere handel niet helemaal vertrouwde gaf men hem niet de leiding. Ambassadeur werd Isaac Titsingh, lid van de Raad van Indië en een kenner van Azië, met name van Japan. Van Braam werd plaatsvervangend ambassadeur, om Titsingh bij te staan en hem eventueel te vervangen als hij onderweg mocht overlijden. Titsingh moest ook de factorij van Kanton onderzoeken op mogelijke fraude. Bovendien moest hij het beheer van de factorij Van Braam overnemen. Bij zijn aankomst, nog aan boord van zijn schip, wist Van Braam hem er echter van te overtuigen dat het zijn status als ambassadeur in de ogen van de Chinezen zou verlagen als zou blijken dat hij zich met handel bezig hield. Ook het hoofd van de Keizerlijke Tol (de Hoppou) kwam aan boord, om na te gaan of de ambassade niet toch verzoeken en klachten bij de keizer wilde gaan indienen, zoals de Britten hadden gedaan, maar Titsingh verzekerde hem dat het alleen ging om gelukwensen. Titsingh: 'hy bleef nog aarzelen, en begeerde dat ik, zowel als het Opperhoofd van Braam hem ons woord gaven, dat de vergelukking van den Keiser het enigst doelwit was, 't geen hem op het plegtigst verseekerden - dit scheen hem gerust te stellen, een zweem van vergenoeging was op zyn gelaat zoals op dat der verdere Mandaryns sigtbaar'.
Andere deelnemers aan het gezantschap waren onder meer een neef van Van Braam, Jacob Andries van Braam (een zoon van Jacob Pieter), de jongere broer van de vicedirecteur van Kanton, Reinier Dozy, en twee tolken, de Fransen De Guignes en Agie. Verder ook nog lijfwachten en in totaal zo'n duizend Chinese dragers voor de vele reisbenodigdheden en geschenken voor de keizer. Titsingh nam ook het boek van Nieuhof mee, om vergelijkingen te kunnen maken. De andere Europese naties bleken geen ambassadeurs te sturen zodat de VOC-missie de enige was vanuit Kanton. Titsingh en Van Braam overhandigden op 13 oktober in de Haizhuangtempel hun geloofsbrieven aan Changlin, waarbij zij de eregroet brachten voor de officiële uitnodigingsbrief van de keizer.

## De ambassade naar Peking

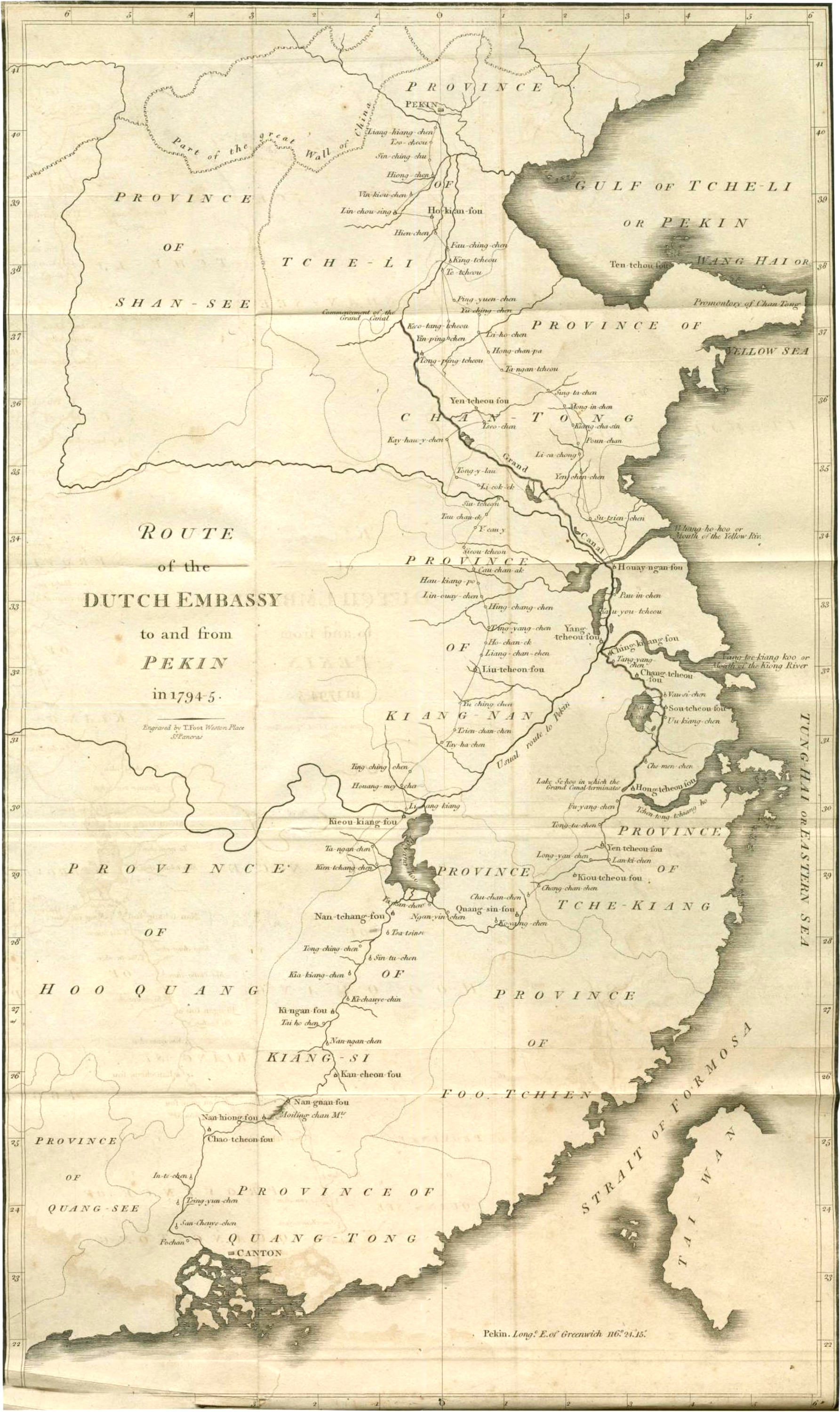
Route van de ambassade naar Peking.

De stoet vertrok op 22 november. Omdat de ambassade op tijd voor het Chinese nieuwjaar in Peking moest zijn ging men niet over zee rond de kust, zoals Macartney had gedaan, maar nam men de kortste route over land, door bergachtige, vaak armoedige en onherbergzame streken. Omdat het winter was, en ondanks dat Titsingh en Van Braam meestal gedragen werden in draagstoelen, werd het een reis vol ontberingen. Op 10 januari aangekomen aan het hof in de Verboden Stad, vlak voor de viering van het nieuwjaar, werd men echter goed ontvangen. Het onderhoud met de keizer verliep plezierig. 'Nabij komende deed men ons knielen, terwijl den Ambass. de vergulden doos waar in de briev aan Zijn Majesteit was, met beide handen om hoog hield ter aanbieding', schreef Van Braam.' De keizer, volgens Titsingh, 'Schoon hoog bejaard, had een goed en vriendelyk voorkomen'. Ze ontmoetten hem bovendien meerdere malen, zoals in de tuinen van het Oude Zomerpaleis Yuanmingyuan, een eindje ten noorden van de Verboden Stad, waar geschaatst werd. De ambassadeurs werden uitgenodigd voor evenementen, feesten en maaltijden, en kregen toegang tot plekken waar nooit Europeanen geweest waren. Ze bleven 37 dagen in Peking, en kregen via via te horen dat 'men ten Hove zeer over de geschenken, en ons comportement voldaan was'. De terugreis, vanaf 15 februari, ging wel per boot, via rivieren en kanalen in het Yangtze stroomgebied, en was veel comfortabeler. Ter compensatie van de zware heenreis werden langs de route feesten en banketten gehouden ter ere van de gezanten, en mochten er veel bezienswaardigheden bezichtigd worden. Van Braam schreef: 'Den Kijzer zegd, dat hij aan alle Onderkoningen en Gouverneurs had gelast, om in alle provintien beleefdheid te toonen en wel te onthaalen'. Op 9 mei was de ambassade terug in Kanton.
Zowel in Batavia als in Peking werd de ambassade als succesvol beschouwd. Of zij de handel van de VOC op China op de langere termijn bevorderd zou hebben zullen we nooit weten, want ondertussen had, zonder dat Titsingh en Van Braam het wisten, het Franse revolutionaire leger een einde gemaakt aan de Republiek, hadden de Britten Nederlandse vestigingen in de hele wereld bezet en was de handel ingestort. De VOC ging niet lang daarna failliet. Keizer Qianlong trad af in 1796 en onder zijn opvolger braken meerdere opstanden tegen de Mantsjoes uit die China destabiliseerden.
George Macartney en John Barrow, van de mislukte missie van de Britse staat, publiceerden later zeer negatieve verslagen over hun behandeling door de Chinezen. Ook de VOC missie moest het daarin ontgelden. Titsingh en Van Braam werden belachelijk gemaakt. De Britten waren vooral verbolgen over het feit dat zij zich wel hadden gehouden aan de koutou traditie, en daarmee de inferioriteit van Europeanen voor het Chinese hof zouden hebben bevestigd. Ze beweerden bovendien dat de Nederlanders door de keizer en zijn hofhouding, ondanks dat ze zich aan de etiquette hadden gehouden, of juist daarom, met minachting waren behandeld. De verhandelingen van Macartney en Barrow leidden in de Angelsaksische wereld tot het idee dat de Chinese diplomatie gericht was op het arrogant op hun plaats zetten van buitenlandse gezanten als vazallen die tribuut kwamen brengen, in plaats van op harmonieuze verhoudingen in een familierelatie met China als ouder, en dat de Chinezen er daarom toe gebracht moesten worden zich aan te passen aan de westerse diplomatieke normen. Voor de zakelijk ingestelde VOC, met twee eeuwen ervaring in Oost-Azië, werd het bevorderen van handelsbelangen meestal beter gediend door zich aan te passen aan 's lands wijs, 's lands eer. Titsingh had twee keer de hofreis naar de Shogun in Edo gemaakt en was goed op de hoogte van het ceremoniële en rituele karakter van de Aziatische diplomatie.

## Nogmaals Amerika

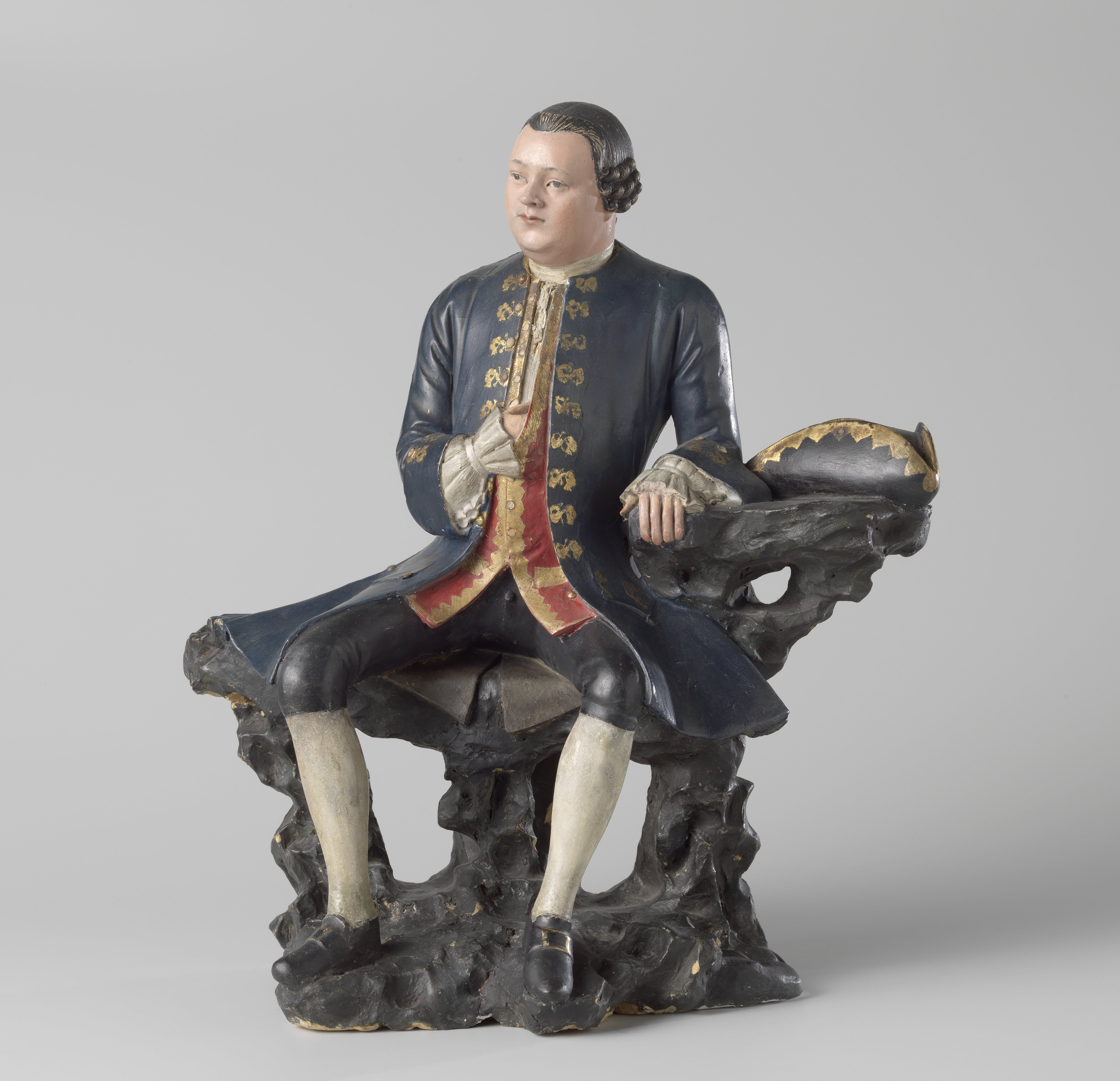
Van Braam als jonge koopman in Kanton.

Intussen was de factorij in Kanton door het wegvallen van handel en geldstromen in financiële problemen gekomen. Voorgeschoten leveranties van goederen door Chinese handelaren konden niet meer betaald worden. Er brak ruzie uit onder de medewerkers, mede door het fraudeonderzoek van Titsingh. Ook Van Braam en Titsingh spraken niet meer met elkaar. In december wist Van Braam met hulp van zijn Amerikaanse vrienden in Kanton een klein schip te kopen en vertrok hij naar Philadelphia, destijds de hoofdstad van de Verenigde Staten. Onderweg was hij van plan geweest een nicht van zijn vrouw aan de Kaap de Goede Hoop, een rijke weduwe, over te halen met hem mee te gaan, maar in plaats daarvan vertrok hij met haar 17-jarige zus Johanna van Schuler, voor wie hij een opleiding zou gaan verzorgen. In april 1796 kwamen ze in Philadelphia aan. Hij ontmoette er zijn dochter Everarda weer. Van Braam had zo'n 2000 tekeningen en schilderijen van Chinese landschappen, steden en gebouwen, en een grote collectie Chinese kunst bij zich, waaronder een porseleinen servies voor de vrouw van George Washington met haar initialen erop. Aan de oever van de Delaware liet hij een landhuis bouwen met Chinese architectonische elementen en interieur. Hij noemde het China Retreat. Hier ontving hij staatslieden, kunstenaars en zakenlieden. Ook werd hij lid van de American Philosophical Society. Theophile Cazenove was een vaak geziene gast in China Retreat, evenals de Fransman Talleyrand. Met hulp van een andere Franse emigré, de uitgever Moreau de Saint-Méry, liet hij begin 1797 zijn verslag van de ambassade naar Peking, dat hij van dag tot dag had bijgehouden, vergezeld van illustraties en kaarten in een tweedelig, Franstalig boekwerk uitgeven, met een opdracht aan George Washington. De 500 eerste exemplaren van het eerste deel werden echter onderweg naar Engeland gestolen door een Franse kaper en toen in Frankrijk illegaal in een goedkope editie op de markt gebracht. Het boek was gesplitst in twee delen, zodat het leek of het om het originele werk ging. Deze versie, met alleen de barre heenreis en het bezoek aan het hof, maar niet de riante terugreis, werd vertaald in andere talen, en vormde de basis voor Macartneys en Barrows commentaren en latere interpretaties van de missie. Delen van het Franse boek werden vertaald in het Engels, Duits, Deens en Nederlands. In 2021 verscheen Van Braams oorspronkelijke verslag voor het eerst in het Nederlands, als Per Palankijn naar Peking, bezorgd door Nanet van Braam Houckgeest.

## Terug in Nederland
Van Braam had zich ook anderszins diep in de schulden gestoken, en zat zelfs even in de gevangenis. In de zomer van 1798 verkocht hij China Retreat en verliet hij Amerika samen met Johanna, met wie hij op 3 februari van dat jaar getrouwd was. Zijn eerste vrouw, Catharina, overleed het jaar daarop. Het is niet duidelijk of ze officieel gescheiden waren. Van Braam bleef met Johanna enige tijd in Londen wonen. Hij veilde daar in februari 1799 bij Christie's zijn grote Chinese collectie. De stukken raakten daarna verspreid en zijn nu meestal niet meer te achterhalen. Op 8 januari 1800 werd nog een zoontje geboren, Andreas Charles. Begin 1801 verhuisden ze eerst naar Duitsland en toen naar Amsterdam, waar ze een huis aan de Oudezijds Voorburgwal kochten. Van Braam zou er geen gebruik meer van maken. Hij stierf op 8 juli dat jaar, 61 jaar oud. Hij werd begraven in de Oude Kerk van Amsterdam, in het graf van zijn ouders.

## Afbeeldingen

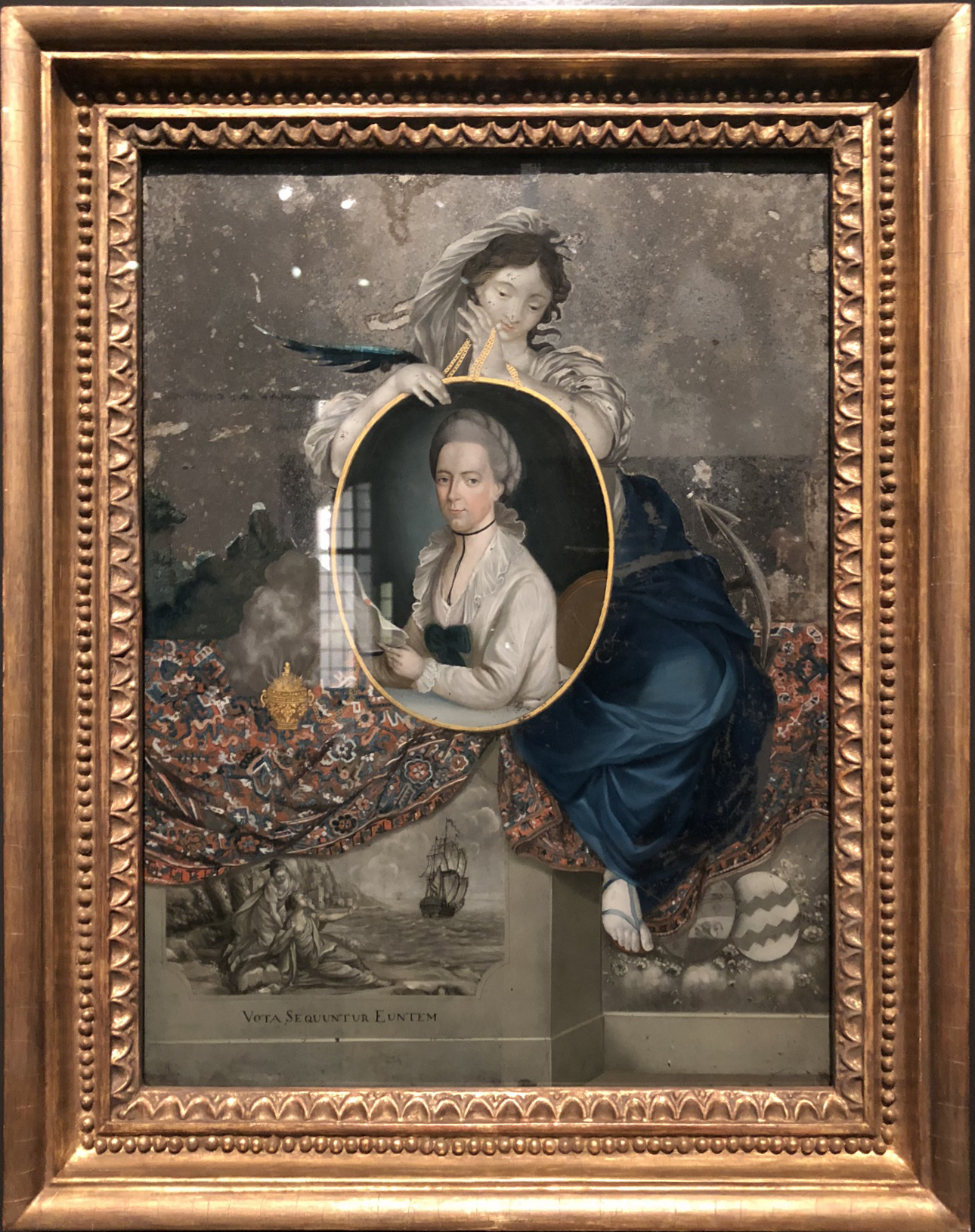
Catharina van Braam Houckgeest-van Reede van Oudtshoorn.
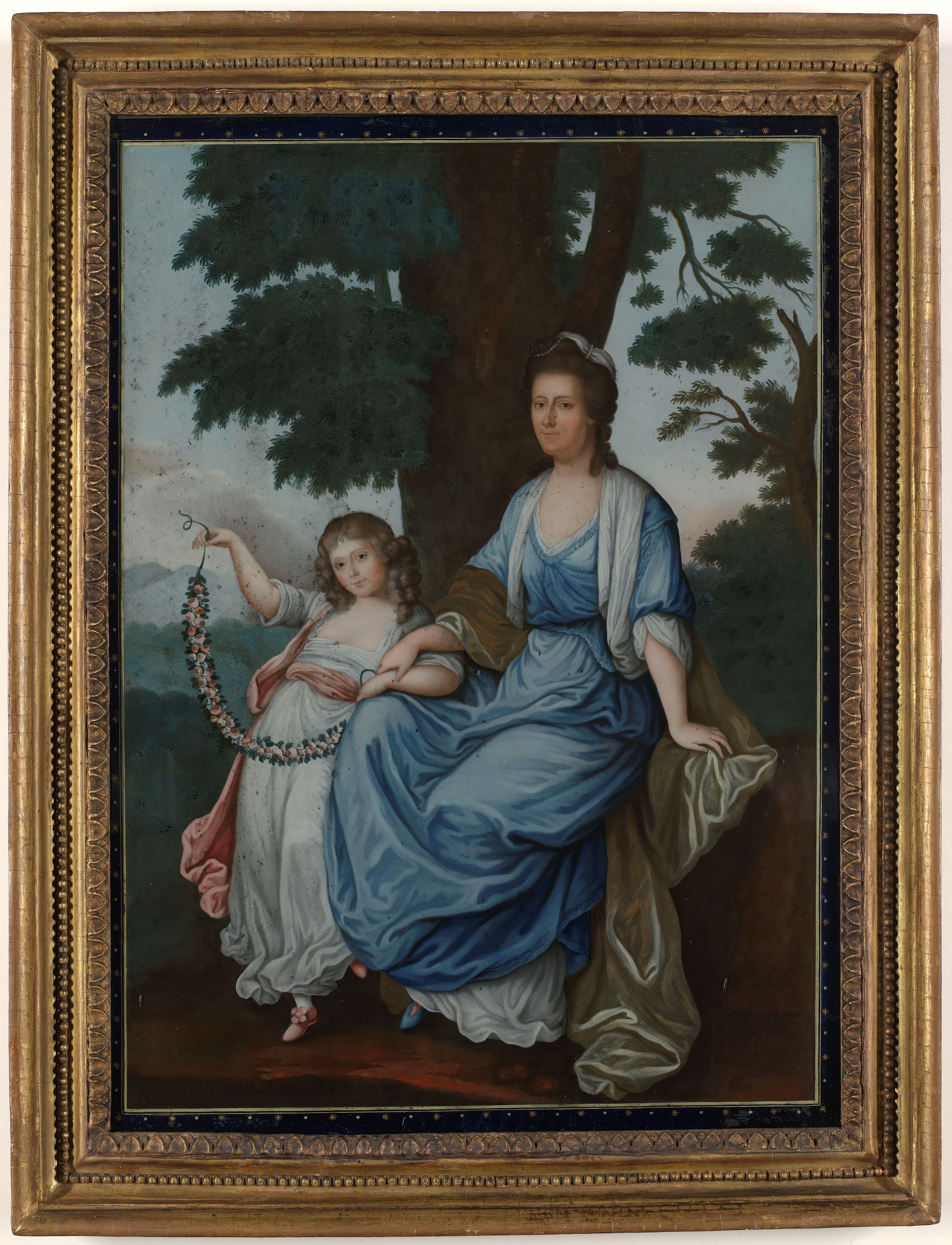
Catharina van Braam Houckgeest en haar dochter Francoise.
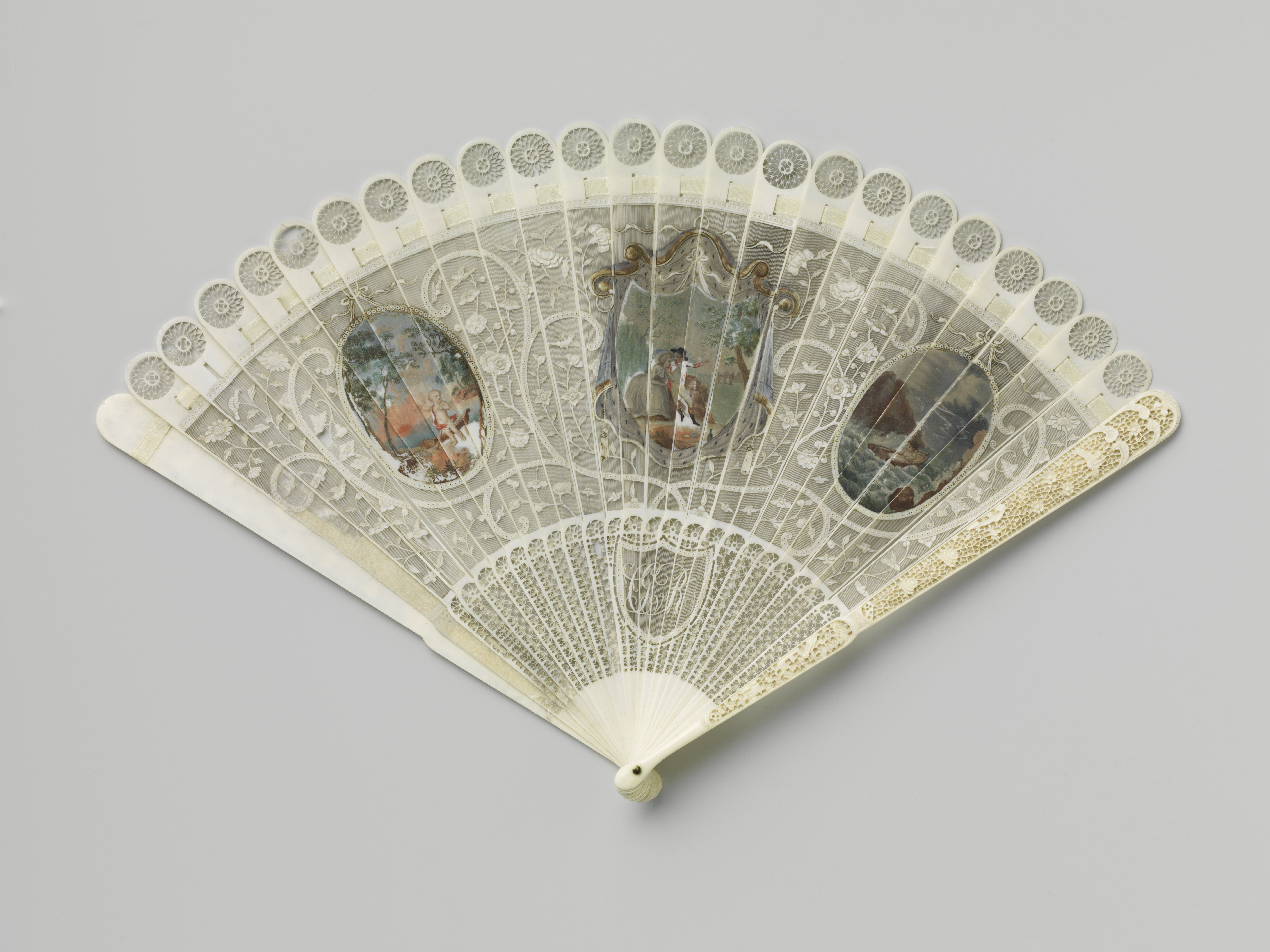
Ivoren waaier uit de collectie van Van Braam Houckgeest.
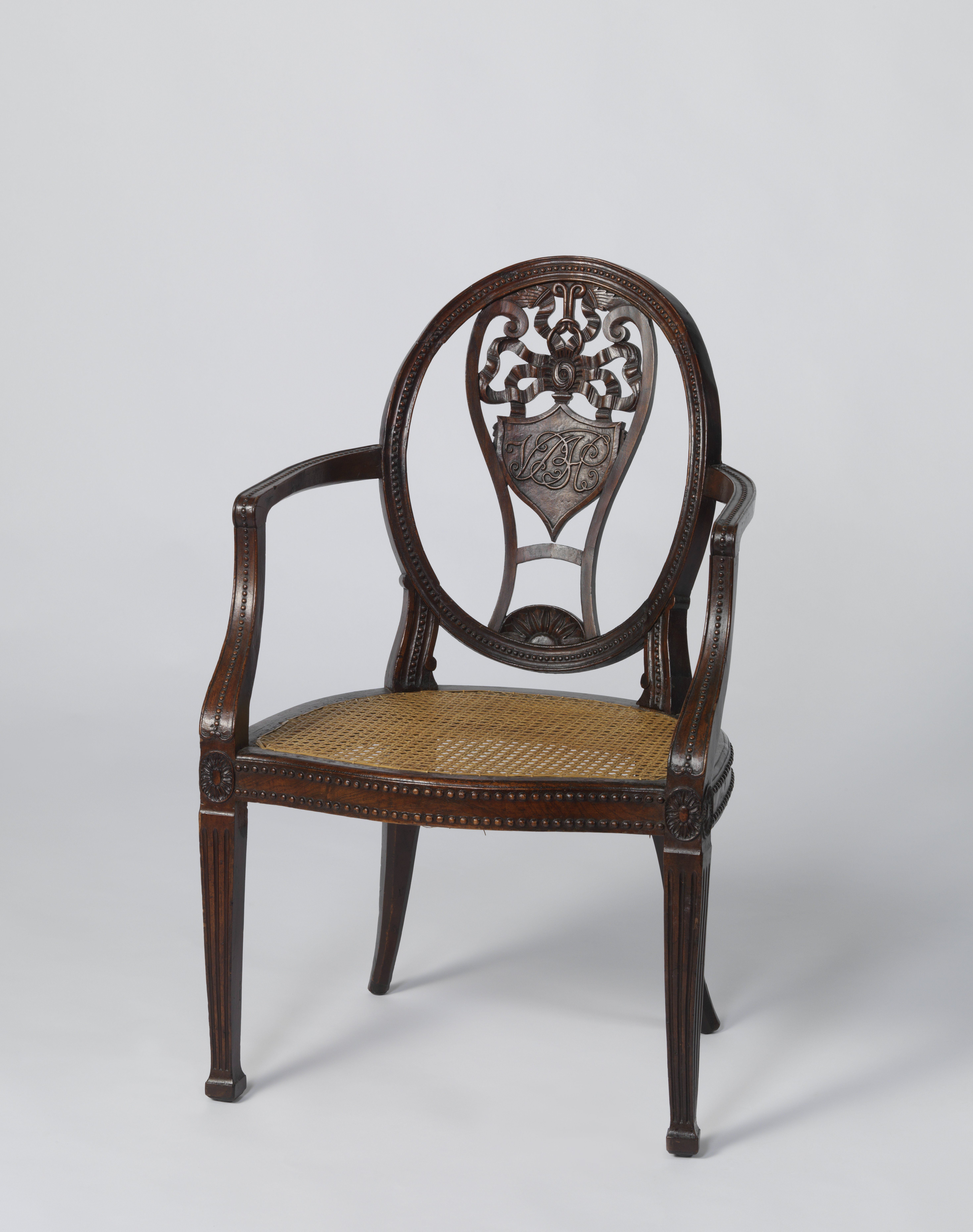
Stoel uit de collectie van Van Braam Houckgeest.
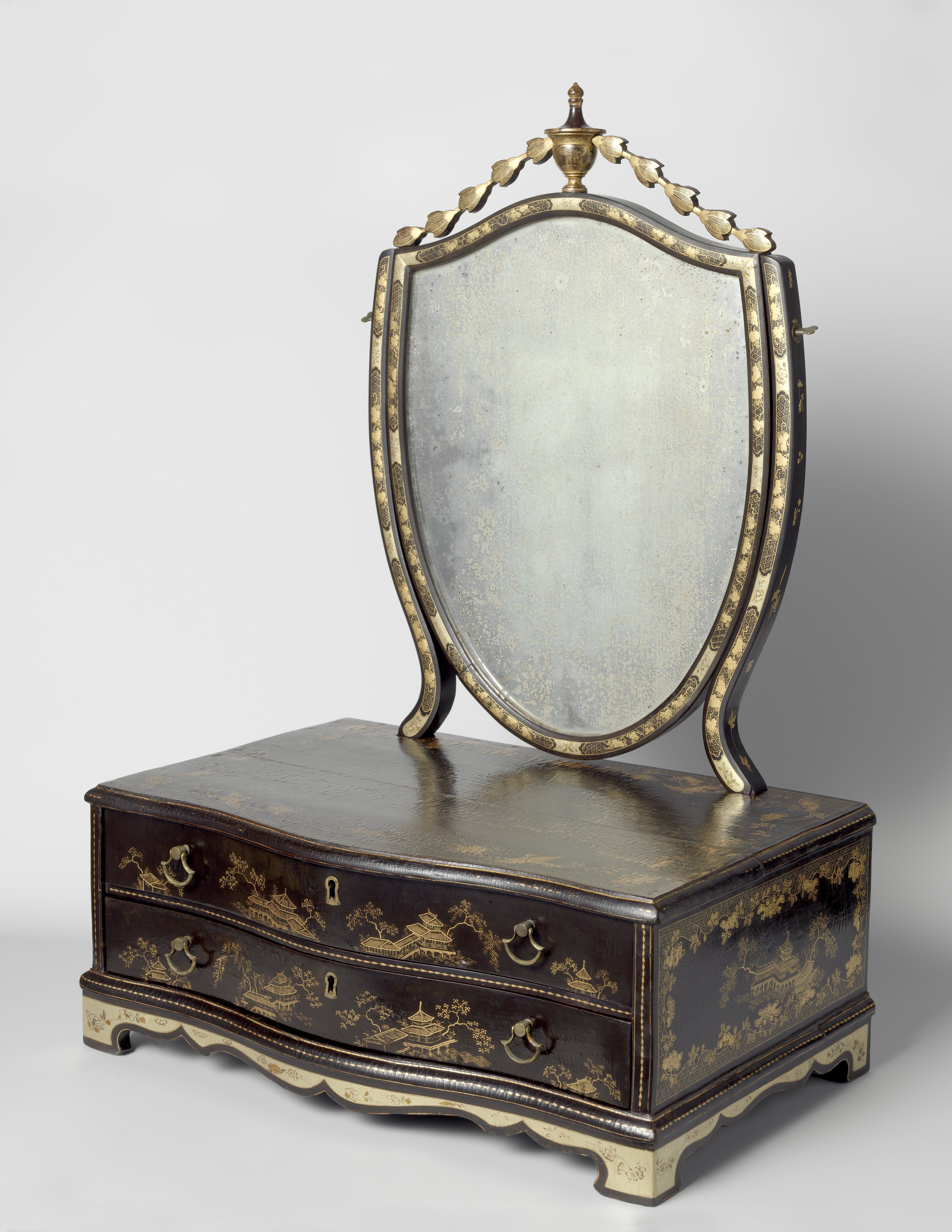
Toiletstel uit de collectie van Van Braam Houckgeest.
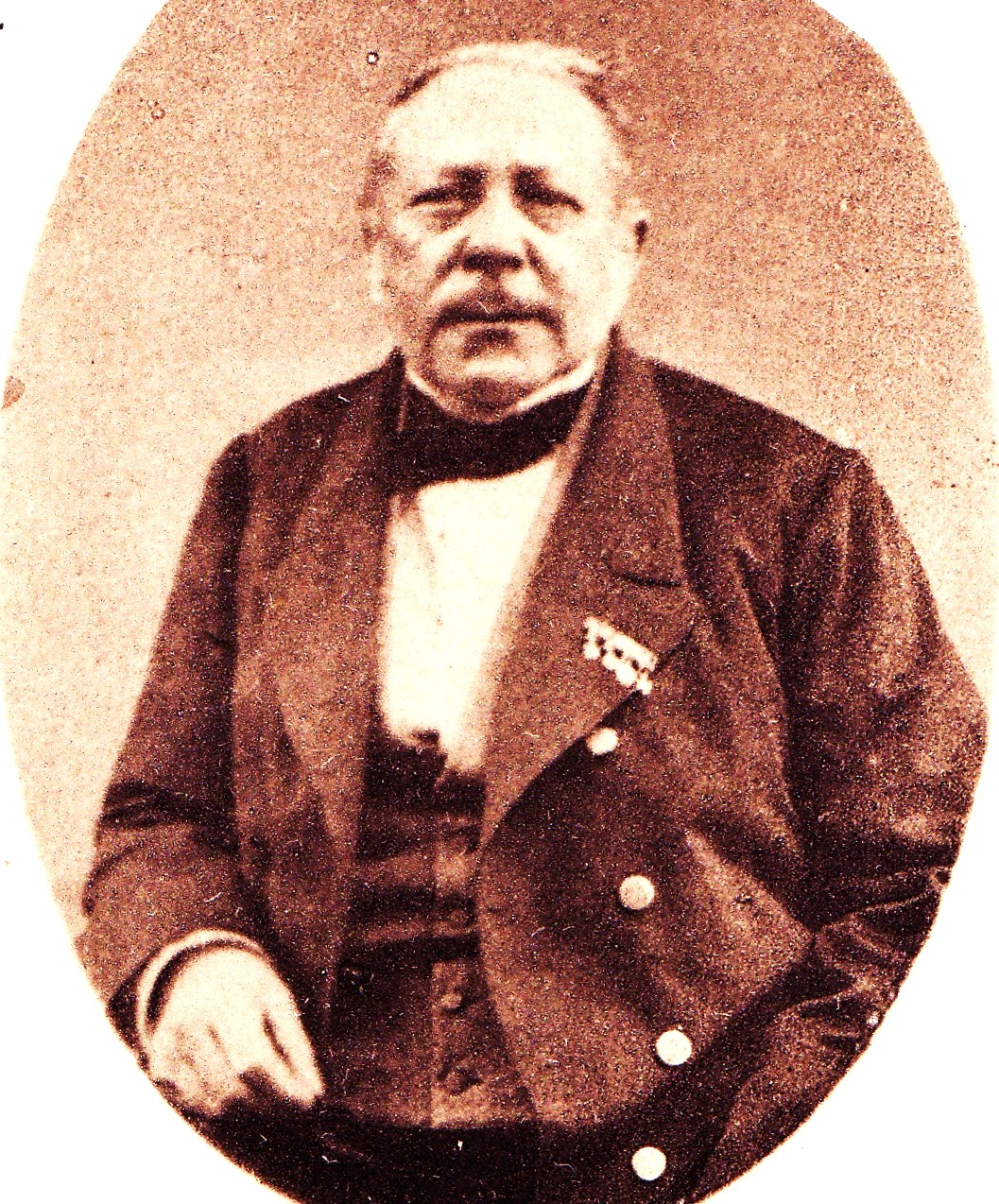
Andreas Charles van Braam Houckgeest.
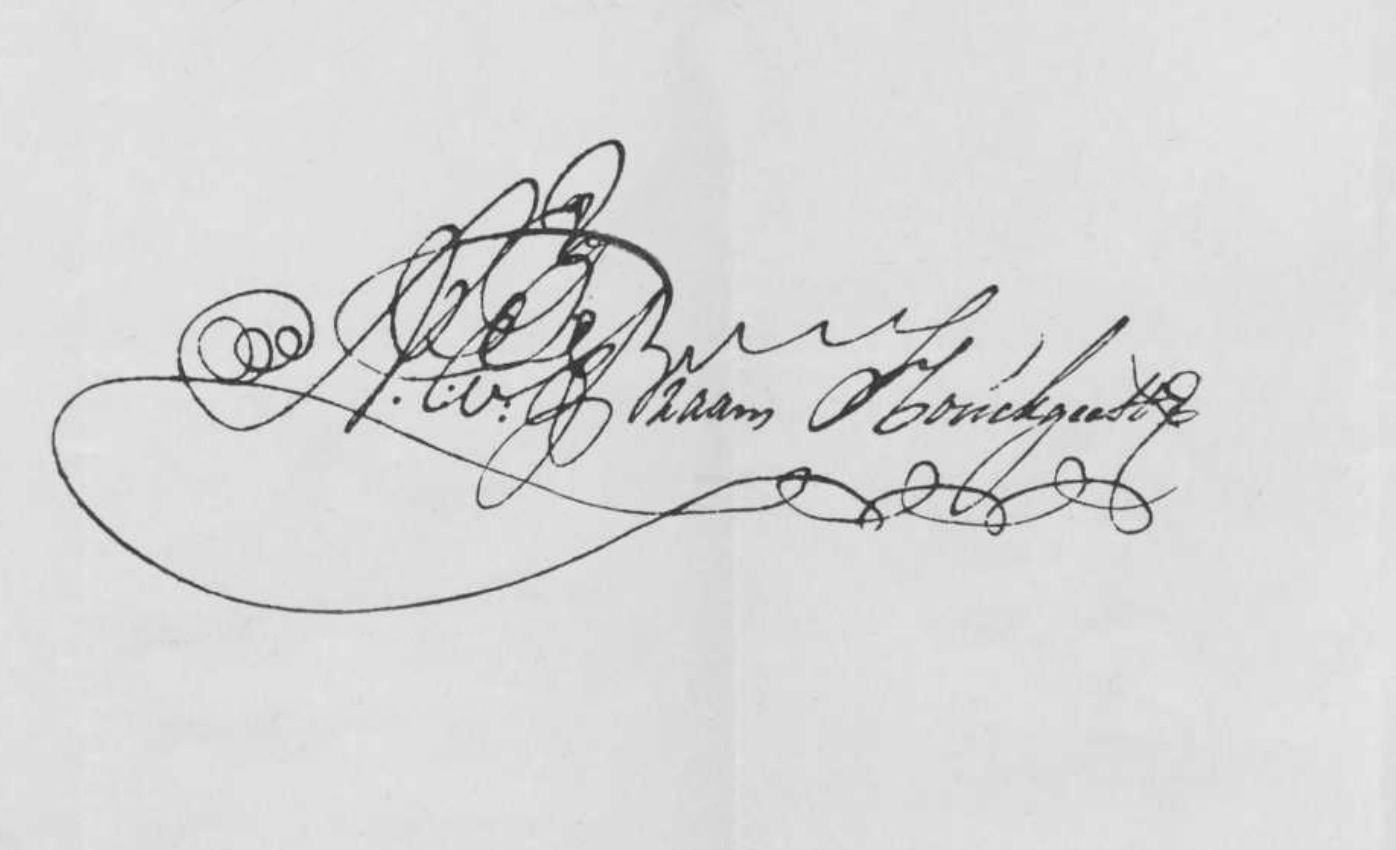
Handtekening van  van Braam Houckgeest op een brief aan George Washington.

## Varia
Van Braams complete reisverslag van het bezoek aan keizer Qianlong in 1795 bevindt zich in het Nationaal Archief in Den Haag. Nazaat Nanet van Braam Houckgeest publiceerde het werk van haar voorvader in 2021 als eerste complete Nederlandse uitgave, onder de titel Per palankijn naar Peking.

## Verder lezen
- Andrade, Tonio. The Last Embassy. Princeton University Press (2021).
- Duyvendak, J.J.L. The Last Dutch Embassy To the Chinese Court (1794-1795). T'oung Pao, 34 (1938), 1-137.
- Van Braam Houckgeest, Nanet. Per palankijn naar Peking: memoriaal van de Nederlandse ambassade in 1794/95 naar Keizer Qianlong van China. Uitgeverij Verloren (2021).